# Salangana linxi
La salangana linxi (Collocalia linchi) és una espècie d'ocell de la família dels apòdids (Apodidae) que habita boscos i zones obertes de la Península Malaia, Sumatra, Java, Bali i Lombok.

## Distribució
No se'n ha quantificat la població mundial però l'espècie és comuna a Java i a les illes circumdants. Té una distribució molt gran i, per tant, se la classifica en la categoria risc mínim de la Llista Vermella de la UICN. La població minva, però no és preocupant.

## Subespècies
S'han descrit quatre subespècies:
- C. l. ripleyi Somadikarta, 1986. De Sumatra.
- C. l. linchi Horsfield et Moore, 1854. De les illes de Java i Bawean.
- C. l. dedii Somadikarta, 1986. De les illes de Bali i Lombok.
- C. l. dodgei Richmond, 1905. De les muntanyes de Borneo.

Alguns especialistes consideren la població de Borneo una espècie diferent.